# 阿尔蒂诺
阿尔蒂诺是意大利阿布鲁佐大区基耶蒂省的一个镇。